# Regola dell'N-Terminale
La regola dell'N-terminale è una regola che definisce il tasso di degradazione delle proteine attraverso il riconoscimento del residuo N-terminale proteico. La regola stabilisce che l'aminoacido N-terminale di una proteina determina il suo tempo di dimezzamento (tempo dopo il quale viene degradata la metà della quantità totale di un dato polipeptide). La regola si applica sia agli organismi eucarioti che a quelli procarioti, ma con intensità, caratteristiche e risultati diversi. Nelle cellule eucariotiche, questi residui N-terminali sono riconosciuti e presi di mira dalle ligasi ubiquitiniche, che mediano l'ubiquitinazione, segnando così la proteina per la degradazione. La regola è stata inizialmente scoperta da Alexander Varshavsky e collaboratori nel 1986 presso l'Istituto di tecnologia del Massachusetts. Tuttavia, di questa "regola" si possono dedurre solo stime approssimative dell'emivita delle proteine, poiché cambiamenti degli aminoacidi N-terminali possono portare a variabilità e anomalie, mentre l'impatto degli aminoacidi possono dipendere dell'organismo coinvolto. Altri segnali di degradazione, noti come degroni, possono anche essere trovati nella sequenza.

## Emivite per amminoacido
Dipendendo della specie e dell'aminoacido in posizione N-terminale, si sono riscontrate emivite diverse:
| Specie                             | Specie                             | Specie                             | Amminoacidi | Emivita |
| Escherichia coli                   | Escherichia coli                   | Escherichia coli                   | - Arg, Lys, Phe, Leu, Trp, Tyr - alle anderen:                                                                     | - 2 min - > 10 h |
| Saccharomyces cerevisiae (Lievito) | Saccharomyces cerevisiae (Lievito) | Saccharomyces cerevisiae (Lievito) | - Met, Gly, Ala, Ser, Thr, Val, Cys - Pro - Ile, Glu - Tyr, Gln - Leu, Phe, Trp, Asp, Asn, Lys, His - Arg          | - > 30 h - 5 h - 30 min - 10 min - 3 min - 2 min                                                                     |
| Mammiferi                          | Mammiferi                          | Mammiferi                          | - Val - Met, Gly - Pro, Ile - Thr - Leu - Ala - His - Trp, Tyr - Ser - Asn - Lys - Cys - Asp, Phe - Glu, Arg - Gln | - 100 h - 30 h - 20 h - 7,2 h - 5,5 h - 4,4 h - 3,5 h - 2,8 h - 1,9 h - 1,4 h - 1,3 h - 1,2 h - 1,1 h - 1 h - 48 min |